# 切尔维亚
切尔维亚是意大利艾米利亚-罗马涅大区拉韦纳省的一个镇，面积82平方公里，2006年人口27,493人。